# Калвин Харис
Адам Ричард Вајлс (енгл. Adam Richard Wiles; Дамфрис, 17. јануар 1984), професионално познат као Калвин Харис (енгл. Calvin Harris) или само Харис (енгл. Harris), шкотски је музички продуцент, ди-џеј и текстописац. Његов деби студијски албум — I Created Disco изашао је јуна 2007, а с њега долазе УК топ 10 синглови Acceptable in the 80s и The Girls. Године 2009, Харис је објавио свој други студијски албум — Ready for the Weekend, који је дебитовао на првој позицији листе УК албумс чарт и који је Британска фонографска индустрија касније сертификовала као златни. Водећи сингл I'm Not Alone постао је његова прва песма која се попела на врх листе УК синглс чарт.
Харис је стекао међународну славу када му је изашао трећи студијски албум — 18 Months (октобар 2012). Попевши се на врх британских чартова, албум је постао први његов албум који се нашао на америчкој листи Билборд 200 (где се попео до 19 позиције). Свих осам синглова са албума — Bounce, Feel So Close, Let's Go, We'll Be Coming Back, Sweet Nothing, Drinking from the Bottle, I Need Your Love и Thinking About You — нашло се у топ 10 у УК. Тада је Харис оборио рекорд за највише топ 10 песама с једног студијског албума на УК синглс чарту, са девет песама, престигавши тако Мајкла Џексона. Харис је новембра 2014. објавио свој четврти студијски албум — Motion. Исти је дебитовао на 2. месту у УК и на 5. месту у САД, те постао Харисов други узастопни број један албум на америчкој топ-листи Денс/електронски албуми. Све три сингла са албума — Under Control, Summer и Blame — доспела су на врх УК чарта.
Харис је сарађивао са бројним другим музичарима. Са Ријаном је урадио We Found Love, хит који је остварио међународни успех и Харису дао његов први број један сингл на листи Билборд хот 100. Двојац је касније сарађивао на сингловима Where Have You Been и This Is What You Came For (2016). Октобра 2014, Калвин Харис је постао први уметник са преко једну милијарду стримова на Спотифају. Имао је десет номинација за награду Брит — три за најбољег британског мушког уметника; и четири номинације за Греми — све за најбољи музички видео (2013). Добио је награду Ајвор Новело Британске академије за текстописца године 2013. и музичку награду Билборд као најбољи денс/електронски уметник 2015. године. Такође, Харис је заузимао прво место на Форбсовој листи најплаћенијих ди-џејева света пет узастопних година (2013—2017). Као један од најуспешнијих музичара у савременој британској популарној култури, Калвин Харис се 2017. нашао на Дебретсовој листи најутицајнијих људи у Уједињеном Краљевству. Води своју издавачку кућу, Флај ај рекордс.

## Детињство и почеци
Адам Ричард Вајлс је рођен 17. јануара 1984. године у Дамфрису (Шкотска, УК). Његови родитељи, Дејвид Вајлс — биохемичар, и Памела Вајлс (дев. Нун) — домаћица, венчали су се у Оксфорду, после чега су се преселили у дамфриско предграђе Џорџтаун. Адам има старију сестру — Софи, и старијег брата — Едварда. Похађао је Средњу школу „Дамфрис” и након што је напустио — слагао је полице у супермаркету и радио у локалној фабрици за прераду рибе, да би купио опрему за ди-џеја.
Електронска музика га је први пут привукла док је био тинејџер, а почео је да снима демое у спаваћој соби 1999. године. Када је Харис напунио 18, објавио је две песме — Da Bongos и Brighter Days. Обе су изашле као 12-инчни клуб синглови и ЦД—ЕП-ови, а објавила их је издавачка кућа Прима фејси почетком 2002. — под насловом Stouffer. Овим сингловима за које су му званично приписане заслуге, Харис се преселио из Шкотске у Лондон, надајући се да ће научити нешто од локалне музичке сцене. Само једна од његових песама је изашла током овог периода проведеног у Лондону, а то је Let Me Know са певачицом Ајом Марар на Јунабомберсовом лајв-микс ЦД-у Electric Soul, Vol. 2. (2004). Због недостатка пословних могућности и новца, Харис се вратио кући у Дамфрис и почео постављати соло снимке на своју Мајспејс страницу. Харисова популарност на овом веб-сајту односно друштвеној мрежи задобила је пажњу на интернету, због чега је Марк Гилеспи — талент букер за денс фестивал Глобал гедеринг, који је недавно основао своју менаџмент фирму — одлучио Хариса узети за првог музичара своје компаније.

## Музичка каријера

### 2006—2008: Почеци каријере иI Created Disco
Харис је 2006. потписао уговоре са Три сикс зиро групом (менаџмент), ЕМИ-јем (издавање) и Сони Би-Ем-Џијем (снимање), након што су га открили на друштвеној мрежи односно веб-сајту Мајспејс. Касније 2006, Харис је продуцирао ремикс Ол Сејнтсовог сингла Rock Steady.
Харисов деби албум, I Created Disco, изашао је јуна 2007. Он је почео да ради на албуму 2006, након што се из Лондона у којем је живео вратио у родни град Дамфрис (Шкотска). Свих 14 нумера је написао, продуцирао и извео сам Харис — а снимање и продукција за албум у потпуности су одрађени на рачунару Амига. Да би промовисао I Created Disco, Харис је започео турнеју у УК, подржавајући Фејтлес и Грув армаду. I Created Disco је Британска фонографска индустрија (BPI) сертификовала као златни албум. Попео се на осму позицију британске топ-листе, те на 19. на америчкој листи топ електронских албума.
Албум је садржавао аптемпо електроклеш песме које су биле под утицајем музике из 1980-их. Песма Vegas је издата на винилу лимитираног издања. Први вајд-рилис сингл са албума изашао је марта 2007. Acceptable in the 80s, песма којом се одаје признање стилу и култури деценије, доспела је на број 10 УК синглс чарта, и на њему остала 15 недеља. The Girls, други сингл са албума, завршио је на високој трећој позицију на УК синглс чарту, те на четвртој позицији на Скотланд чарту. Треће и финално издање са албума, Merrymaking at My Place, дошло је тек до 43. места.
Исте године, Харис је задобио пажњу аустралијске поп певачице Кајли Миног — након што су до ње преко другог музичког продуцента дошли његови снимци. Ово је био повод да напише и продуцира две песме за њен албум X (2007) — Heart Beat Rock и In My Arms — а потоња је била топ-тен сингл у УК. Харис је изјавио да је рад са Миноговом „надреалан, али забаван”, с тим да је 2007. признао за Миксмаг да је „потребно неколико пића пре састанка с њом”. Харис је такође допринео у стварању песме Off & On за албум Overpowered кантауторке Рошин Мерфи, али је иста изузета са албума. Харис је касније песму дао Софи Елис-Бекстор да је сними за свој албум Make a Scene (2011). Године 2007, Харис је направио ремикс другог сингла 4th of July (Fireworks) са Келисовог албума Flesh Tone.
Године 2008, Харис је сарађивао са репером Дизијем Раскалом на његовом синглу Dance wiv Me, продуцирајући нумеру и певајући одабрани део. Сингл је доспео до броја један у УК и био сертификован као платинасти према BPI, уз 600.000 продатих копија. Ушао је у ужи избор за награду Попџастис £20 те, 2009, номинован за награду Брит за британски сингл, као и за награду Ајвор Новело за најбољу савремену песму. Дана 18. октобра 2008, Харис се појавио у емисији Essential Mix Би-Би-Сијевог Радија 1, уз двочасовни сет.

### 2008—2010:Ready for the Weekend
Харисов други албум, Ready for the Weekend, изашао је августа 2009. и дебитовао на првој позицији УК албумс чарта — на крају завршивши као златно сертификован према BPI, унутар два месеца након изласка. Једанаест од укључених четрнаест нумера на албуму отпевао је, продуцирао и написао сам Харис. I'm Not Alone, песма објављена као водећи сингл албума у априлу 2009, дебитовала је на првом месту УК синглс чарта. Следећи сингл, Ready for the Weekend, дошао је до треће позиције. Трећи сингл са албума Ready for the Weekend, који носи назив Flashback и у којем је певала и Аја Марар, доспео је на осамнаесту позицију у УК. Током промоције албума, Харис је отпремио серију видеа на Јутјуб под именом JAM TV, у којима музичари као што је Флоренс Велч, Голди или Кејти Пери покушавају да отворе посуде са џемом. На додели награде Брит 2010, Харис је био номинован за најбољег Британца.
Дана 8. фебруара 2010, песма You Used to Hold Me изашла је као четврти и финални сингл са албума. Доспела је на број 27 УК синглс чарта. Ово је био последњи пут да је Харис све отпевао на свом раду; одлучио се фокусирати од тада више на продукцију, док су певачи-гости певали вокале уместо њега. Исте године, недуго после краја турнеје „Ready for the Weekend”, Харис се разишао са члановима свог бенда у којем је играо улогу главног вокалисте; сада је одлучио да престане наступати уживо. У интервјуу за Билборд, Харис је изјавио: „Мислио сам да сам исцрпио сваку опцију [на два албума] а треба много времена да направим нешто што ће мени звучати лепо, што је исто тако разлог зашто сам престао певати уживо. Желео бих размишљати о некоме ко изгледа боље, ко је бољи денсер да буде главна особа за ову песму.” Такође је издао неколико ремикса, укључујући онај Шакирине песме She Wolf, затим песме Waking Up in Vegas Кејти Пери, Мистер Хадсонове песме Supernova (feat. Канје Вест) и Микине песме We Are Golden.
Харис је такође продуцирао наредни сингл Дизија Раскала насловљен Holiday, који је дошао на прво место УК синглс чарта. Харис се као гост појавио у Тијестовој песми Century коју је певао на албуму холандског продуцента Kaleidoscope. Харис је такође продуцирао и миксовао сингл Hands енглеског дуа Тинг тингс, који је изашао 18. августа 2010. Песма је оригинално требало да буде први сингл Тинг тингсовог другог студијског албума, али је дуо на крају отказао планове за албум и песма је додата као бонус нумера на делукс издању Sounds From Nowheresville. Дана 14. новембра, Харис је упао на сцену британског Икс фактора — током перформанса који је изводио ирски дуо Џедвард — и то са ананасом на својој глави. Касније се извинио за ово на Твитеру.
Харис је тврдио да је песма Yeah 3x Криса Брауна, објављена октобра 2010, плагијат његовог сингла I'm Not Alone (2009). Након што су размотрене сличности између двеју песама, Харис је накнадно додат међу заслуге за текст на синглу и албуму F.A.M.E. Криса Брауна. Харис је такође певао на једанаестом студијском албуму Кајли Миног, Aphrodite, остваривши тада сарадњу на диско и синтпоп нумери насловљеној Too Much. У јулу 2010, Харис је објавио микс, под називом L.E.D. Festival (пуни назив: L.E.D. Festival Presents... Calvin Harris).

### 2011—2013:18 Monthsи међународна слава
Године 2011, Харис је са Ријаном ишао на турнеју као споредни извођач — за европски део њене турнеје „Loud”; Ријана је изјавила: „Калвин је савршен избор за турнеју ’Loud’. Донеће нешто јединствено и забаву за фанове.” Харис је учествовао на Марди Грас партију (ЛГБТ парада поноса и фестивал) 2011. у Сиднеју, 5. марта. Такође је певао на ЛМФАО-вом албуму Sorry for Party Rocking, у нумери Reminds Me of You, која је заснована на Харисовој песми Awooga. Харис је продуцирао други сингл Тинчи Страјдера, Off the Record, са његовог четвртог студијског албума Full Tank. Нумера је имала премијеру 15. септембра 2011, а у УК је изашла 6. новембра 2011. године.
Харис је објавио сингл Bounce у сарадњи са Келисом, а исти је дебитовао на другој позицији УК синглс чарта у јуну 2011. Други сингл, Feel So Close, изашао је августа 2011. и такође је доспео на другу позицију у Уједињеном Краљевству. Feel So Close је постао Харисов први соло рад на листи Билборд хот 100 у САД, а нашао се на 12. позицији. Харис је наступао на концерту Џингл бел бол, и био је најављен као један од главних извођача на бројним новогодишњим музичким фестивалима на Јужној хемисфери 2011/2012.
Након што је био њена подршка на аустралијском делу турнеје, Харис је продуцирао We Found Love и Where Have You Been за барбадоску певачицу Ријану. Прва песма се нашла на Харисовом надолазећем албуму 18 Months, а премијеру је имала 22. септембра 2011. на радију Capital FM у УК. We Found Love је хит који се нашао на врху лествица у 27 земаља широм света, укључујући УК где је постао Харисов трећи британски број један; у топ десет је ушао у 30 земаља, а оборио је бројне рекорде у целом свету. Доспевши на врх листе Билборд хот 100 за 10 неузастопних недеља, ово је био Харисов први амерички број један сингл, те такође Ријанин најдужи амерички број један и најдужи број један сингл 2011. We Found Love је касније био рангиран као 24. на листи топ 100 песама свих времена чарта Билборд хот 100. У интервјуу за магазин Q, Харис је поводом текста ’We found love in a hopeless place’ (досл. ’Пронашли смо љубав у безнадежном месту’) рекао: „То би могло да буде Џампин Џекс у Дамфрису [Харисов родни град], не знам тачно о чему сам размишљао.” Године 2013, We Found Love је доспео на трећу позицију Билбордове листе топ 10 денс-поп колаборација свих времена.
Харис је написао и копродуцирао бонус нумеру One Life за албум My Life II... The Journey Continues (2011) ритам и блуз певачице Мери Џ. Блајџ. Такође је радио са поп бендом Сизор систерс на синглу Only the Horses, са четвртог студијског албума групе — Magic Hour. Написао је и продуцирао сингл Call My Name Шерил Кол, водећи сингл с њеног трећег албума A Million Lights. Харис је такође продуцирао ремикс за Spectrum Флоренс енд машина назван Spectrum (Say My Name). Песма је објављена као пети сингл са албума, 5. јула 2012. Пуштена је на радију у УК 2. јула 2012. Постала је први сингл групе који је доспео на прву позицију топ-листе УК синглс чарт.
Let's Go feat. Ne-Yo, песма објављена априла 2012, такође је доспела на број два на УК синглс чарту. Била је Харисов други амерички Билборд хот 100 хит као главног уметника, рангирањем на 17. месту. Песма је номинована за Најбољи денс снимак на 55. додели награде Греми, која је одржана фебруара 2013. Четврти сингл са албума, We'll Be Coming Back, изашао је јула 2012. Овај фит репера Егзампла дошао је до друге позиције у УК. Пети сингл, Sweet Nothing, представља фит Флоренса Велча из Флоренс енд машина, а изашао је 14. октобра 2012. Рангиран је на првој позицији УК синглс чарта, те на 10. месту америчке топ-листе Билборд хот 100. Песма је номинована за Најбољи денс снимак на 56. додели награде Греми. Ови синглови су постали део његовог трећег студијског албума, 18 Months, који је изашао 29. октобра 2012. године. Харис је на крају исписао историју британских топ-листа поставши први уметник који је имао осам топ-10 синглова са једног студијског албума, оборивши тако рекорд који је претходно поставио Мајкл Џексон. У марту 2017, рекорд је поново оборен — Ед Ширан, својим албумом ÷, имао је 10 топ-10 песама на УК чарту. 18 Months је номинован за најбољи денс/електронски албум на 56. додели награде Греми. Харис је такође номинован за најбољег британског мушког соло извођача, награда Брит 2013 (фебруар).
Харис је био хаус ди-џеј на церемонији доделе МТВ видео музичке награде 2012, одржаној у Стејплс центру (Лос Анђелес); овде је освојио признање Најбољи електронски видео за Feel So Close и Видео године за We Found Love (са Ријаном). Харис је наступао на концерту после трке Формуле 1 2013 за ВН Бахреина (април). На додели награде Ајвор Новело 2013, одржаној у Гровенор хаус хотелу у Лондону (мај), Харис је примио ову награду Британске академије за текстописца године; сам ју је назвао „вероватно највећим постигнућем у свом целом животу”. Године 2012, Харис је давао изјаве у којима је објашњавао зашто је хтео да престане певати у својим песмама; рекао је: „Желим да свака нумера буде добра колико је то могуће, што углавном значи да је не певам на њој.”

### 2013—2015:MotionиHow Deep Is Your Love
Дана 7. октобра 2013, Харис и шведски ди-џеј Алесо издали су колаборативни сингл са синт поп дуом Хертс; насловљен је Under Control, а представља први сингл са његовог четвртог албума. Песма је дебитовала на првом месту у УК. Касније истог месеца, Харис је ремиксовао песму Килерса, When You Were Young, и то за делукс издање њиховог албума највећих хитова под називом Direct Hits. Открио је пуну шестоминутну верзију преко Ролинг стоуна, а за магазин је изјавио: „Била је права част кад су ме питали да ремиксујем један од својих омиљених модерних бендова, и био је узбидљив изазов за мене да апдејтујем ову класичну нумеру за денс-флор на укусан и учтив начин.”
Дана 14. марта 2014, Харисова песма Summer имала је премијерно приказивање на британском радију Capital FM. Нумера која је издата као други сингл албума дебитовала је на првом месту УК синглс чарта, поставши тако Харисов шести број један сингл у УК. Такође је постала Харисов најбоље рангирани соло сингл на америчком чарту Билборд хот 100, доспевши до седме позиције. Summer је била најстримованија нумера Спотифаја за 2014. годину, са преко 200 милиона стримова. Харис је такође продуцирао сингл I Will Never Let You Down за британску певачицу Риту Ору. Дана 18. маја 2014, песма је дебитовала на броју један УК синглс чарта, две недеље након што је његова песма Summer дебитовала на врху чартова.
Априла 2014, Харис је наступао на главној позорници фестивала Коачела. Привукао је другу највећу публику у историји фестивала, а више су имали само Доктор Дре и Снуп Дог 2012. са холограмом Тупака на сцени. Исте године, Харис је такође био главни извођач на неколико истакнутих музичких фестивала — међу њима и Лолапалуза, Остин Сити лимитс, Ајтјунс (Лондон), Електрик дејзи и iHeartRadio.
Трећи сингл је била Харисова колаборација са вокалистом Џоном Њуманом, насловљена Blame. Изашла је септембра 2014. и добила позитиван осврт музичких критичара; дебитовала је на првој позицији УК синглс чарта, што је био Харисов трећи узастопни британски број један сингл (и његов седми соло сингл свеукупно). Након изласка песме, Харис је постао први британски соло уметник са више од милијарду стримова на Спотифају. Касније истог месеца, Харис је отпремио инструментал нумеру названу C.U.B.A. на Саунд клауд. Outside feat. Ели Голдинг, четврти сингл са албума, објављен је октобра 2014. Ово је била друга колаборација између Хариса и Голдингове, пратећи међународно успешан сингл I Need Your Love из 2013. године. Инструментал Slow Acid је песма која је изашла као промотивни сингл са албума, и то 14. октобра 2014. године.
Његов четврти албум, Motion, изашао је 4. новембра 2014. године. Укључује претходно објављене синглове Under Control, Summer, Blame и Outside. Друга нумера за албум, Pray to God feat. Хајем (рок бенд трио), изашла је фебруара 2015. На додели награде Брит 2015, Summer је номинован за најбољи британски сингл и британски уметнички видео године. На додели награде Гламур 2015. у Лондону (2. јуна), Харис је именован за „Мушкарца године Гламур УК”. Такође, био је рангиран као 6. међу Билбордових топ 30 EDM пауер плејера. Истог месеца, Харис је био делом поставе главне позорнице на Електрик дејзију, фестивалу у Лас Вегасу.
Дана 17. јула 2015, Харис и трио Дисциплс (лондонски продуценти) објавили су песму која ће постати Јутјуб хит — сингл How Deep Is Your Love. Песма је завршила друга на УК синглс чарту, што је био Харисов 19. топ десет хит у УК. На ARIA чартсу је рангиран као најбољи, што је био Харисов први чарт-топер у Аустралији. Песма је била на трећој позицији листе Денс/електроник сонгс у САД, а ово је Харисов осми топ десет хит од покретања чарта/топ-листе, што је највише у односу на све остале музичке извођаче. У септембру, Харис се нашао на ЕП-у Дилона Франсиса по имену This Mixtape Is Fire, тада сарађујући на нумери стила мумбатон насловљеној What's Your Name. На додели награде Брит 2016, Харис је имао три номинације: најбољи британску мушки соло уметник, те How Deep Is Your Love за британски сингл године и најбољи британски видео.

### 2016—данас: Издања синглова иFunk Wav Bounces Vol. 1
Харис је 29. априла 2016. објавио нови сингл назван This Is What You Came For, дует са Ријаном. Сингл је дебитовао на другом месту УК синглс чарта. Попео се до треће позиције на америчкој листи Билборд хот 100, те тако постао Харисов други сингл у топ пет. Такође, завршио је на првом месту америчке листе Хот денс/електроник сонгс, и постао Харисов десети број један на сестринском чарту Денс/микс шоу ерплеј, те његов четврти чарт-топер на Хот денс клаб сонгс топ-листи. Рангиран је на прво место у Аустралији, Канади и Републици Ирској, те је завршио у топ десет на чартовима у Немачкој, Ирској, Новом Зеланду и Швајцарској.
Дана 24. јуна 2016, Харис је објавио колаборацију са Дизијем Раскалом — под називом Hype. Дана 8. јула 2016, Џон Њуман је објавио нумеру Olé, коју је продуцирао Харис. Дана 16. септембра 2016, Харис је објавио песму My Way, у којој је и сам изводио вокале. Дана 21. фебруара 2017, објавио је песму Slide, која представља његову сарадњу са америчким кантаутором Френком Ошаном и хип хоп групом Мигос. Песма је изашла 25. фебруара 2017. године. Харис је 31. марта 2017. објавио сингл Heatstroke у сарадњи са Јанг Тагом, Аријаном Гранде и Фарелом Вилијамсом. Наредног месеца, објавио је песму насловљену Amenity, његова сарадња са Дуа Липом. Објавио је потом нову песму, насловљену Retroactive, коју је урадио заједно са енглеским певачем Бронвином. У мају је објавио да његов надолазећи, пети студијски албум — Funk Wav Bounces Vol. 1 — треба да изађе 30. јуна 2017. године. На албуму су се нашла извођења уметника као што је Трејвис Скот, Келани, Фјучер, Кејти Пери, Биг Шон, Џон Леџенд, Калид, Скулбој Кју, D.R.A.M., Ники Минаџ, Лил Јакти, Џеси Рејез, PARTYNEXTDOOR и Снуп Дог.

## Музички стил
Харисова прва два албума углавном су садржавала електроклеш и ну-диско музику, увелико под утицајем музике из 1980-их. На његовом трећем студијском албуму — 18 Months, и уследелом албуму — Motion, његова музика се углавном лишавала ових утицаја, приближавајући се EDM-у и електро хаусу — с тим да је његов пети студијски албум, Funk Wav Bounces Vol. 1, био моменат када је усвојио више фанк стил, истовремено враћајући неке музичке елементе из свог претходног рада.
Према Харису, његови примарни утицаји су Џамироквај и Фетбој Слим.

## Рекламирање
Године 2008, кавер Харисовог деби албума I Created Disco коришћен је као део разнобојне Ајпод нано кампање на ТВ-у и у штампаним медијима у САД. Године 2009, Харис се удружио са Кока-колом за њихову рекламну кампању „Open Happiness” (досл. „отворите срећу”) у УК. Харис је написао и продуцирао ексклузивну нумеру за бренд по имену „Јеа јеа јеа, ла ла ла”, који представљен током промотивних активности на ТВ-у, у дигиталном формату, у спољашњем свету и на паковањима производа — те понуђен на веб-сајту Coke Zone за бесплатно преузимање. Исте године, Харисова песма Colours била је део телевизијске рекламе Кија моторса за Кија соул EV.
Године 2012, Харис се нашао у Пепсијевом ПП-у „Max”, за њихову кампању „Football”. Названа „crowd surfing” (ч. „крауд серфинг”), реклама је приказивала Хариса за ди-џеј деком како изводи свој сингл Let's Go пред публиком партијаша — поред Лионела Месија, Дидјеа Дрогбе, Фернанда Тореса, Френка Лампарда, Серхија Агуера и Џека Вилшера. Године 2013, Харис се удружио са Сол репабликом да би направили своје прве слушалице за студио — тјуноване до професионалног калибра. Партнерство је укључивало дизајнирање измењеног изгледа слушалица и редизајнирање драјвера по Харисовим спецификацијама.
Дана 17. децембра 2014, Харис је представљен као ново лице Емпорио Арманија — за њихову мушку колекцију доњег веша, за сезону пролеће/лето 2015. Такође је именован за светског тестимонијала колекције наочари и сатова Емпорио Армани. Црно-бела кампања је снимљена у Лос Анђелесу; фотограф је био Бу Џорџ. Харис се вратио као заштитно лице бренд линије доњег рубља, наочари и сатова — за кампању Емпорио Арманија јесен/зима 2015/2016. Фотографије, које је направио Лаклан Бејли, изашле су јула 2015. године.

## Остали подухвати
У марту 2010, Харис је покренуо сопствену венити издавачку кућу — Флај ај рекордс (енгл. Fly Eye Records). Већина издања која су изашла из Флај аја припадају жанру EDM. Године 2014, издавачка кућа је започела партнерство са Сони/Еј-Ти-Ви мјузик паблишингом. Касније исте године, Харис је именован на чело тима уметника и тима за репертоар у денс издавачкој кући Деконстракшон рекордс.
Почетком 2012, Харис је потписао ексклузивни ди-џеј уговор за резиденцију Вин Лас Вегаса (енгл. Wynn Las Vegas) — ово је обухватало наступе у три дворане луксузног резорта: Енкор бич клаб, Сарендер и Екс-Ес најтклаб. У фебруару 2013, Харис је потписао уговор као први ексклузивни резидентни ди-џеј; у питању је ласвегаска угоститељска компанија Хакасан груп, која је у власништву Абу Дабија. За време 20-месечног боравка ван своје земље, имао је 46 свирки у ноћном клубу Хакасан Ем-Џи-Ем Гранда, као и 22 додатна наступа у Ем-Џи-Ем Грандовом Вет репаблику. У јануару 2015, продужио је своје партнерство са Хакасан групом на још три године, што укључује боравак у три дворане у Лас Вегасу (Хакасан најтклаб, Вет репаблик и Омнија најтклаб, у Сизарс паласу). Харис такође ради као музички консултант групације за њене ресторане, ноћне клубове и хотеле — глобално.
Дана 30. марта 2015, објављено је да је Харис сувласник — заједно са бројним другим музичким уметницима — сервиса за стримовање музике који се зове Тајдал. Компанија се специјализовала за лослес аудио и музичке видео-снимке високе дефиниције. Репер Џеј-Зи је преузео родитељску компанију Тајдала — Аспиро — у првом кварталу 2015. године. Укључујући Бијонсе и Џеј-Зија, 16 уметника који имају деонице (као што су Канје Вест, Бијонсе, Мадона, Крис Мартин, Ники Минаж и други) сувласници су Тајдала, а већина има у свом власништву око 3% удела у капиталу. Идеја да сви уметници имају у власништву сервис за стримовање дошла је од оних који су били укључени у адаптацију услед повећане потражње стримовања у тренутној музичкој индустрији, те ради ривалства са другим стриминг сервисима као што је Спотифај — који је критикован због тога што мало плаћа хонораре.

## Филантропија
У септембру 2007, Харис је наступао на хуманитарном ивенту „Wasted Youth” (досл. „упропашћена/протраћена омладина”) за помоћ Кампањи против јадног живота — у ноћном клубу КОКО у Камден Тауну, Лондон. Ивент је за циљ имао привлачење пажње на проблем самоубиства међу младићима у УК, те подизање свести и сакупљање новца за добротворне сврхе. Године 2008, Калвин Харис је подржао Шелтерову кампању „Hometime Scotland” (досл. „код куће у Шкотској”), која позива на коначно решавање проблема бескућништва и лошег смештаја у Шкотској. Године 2010, Харис је наступао уживо на Вор чајлдовом завршном програму церемоније доделе награде Брит (поред Ла Руа и Касејбијена), која се одржала у Шепердс баш емпајеру у Лондону. На манифестацији је прикупљен новац и подигнута јавна свест о деци погођеној насиљем у ратним зонама.
У фебруару 2012, Харис се удружио са неколико других уметника (укључујући Ријану и Колдплеј) да би наступио на хуманитарном концерту од којег су сви приходи отишли Дечјем ортопедском центру у Дечјој болници Лос Анђелес. У новембру 2012, Харис је допринео са неколико песама Тијестовом компилацијском албуму Dance (RED) Save Lives — у колаборацији са анти-АИДС добротворном установом Продакт ред, с циљем подизања свести о нужности борбе против за генерацију излечену од АИДС-а. Харис је учествовао у глобалном лајв стриму музичког фестивала Стереосоник у Мелбурну (Аустралија), који се одржао 1. децембра 2012. године на Светски дан АИДС-а. Зарада од албума и манифестације донирана је у одговарајуће фондове.

## Лични живот
Форбс је почео да извештава о Харисовој заради 2013, израчунавајући да је од своје музике, турнеја и резиденције у Лас Вегасу зарадио између 46 милиона долара од маја 2012. до маја 2013. године — што га је сврстало међу најплаћеније ди-џејеве године. Године 2014, Харис се поново нашао на првој позицији листе — другу узастопну годину, са укупно 66 милиона долара годишње зараде. Године 2015, Харис је завршио на врху листе најплаћенијих ди-џејева — трећу консекутивну годину, зарадивши 66 милиона долара у току претходних 12 месеци. На Листи богатих Сандеј тајмса објављеној априла 2015, Харис је рангиран као 30. најбогатији британски милионер у свету музике, са личним богатством од 70 милиоа фунти (105 милиона долара).
Харис је био у вези са британском певачицом Ритом Ором од априла 2013. до јуна 2014. године. Од марта 2015. до јуна 2016. године, забављао се са америчком певачицом Тејлор Свифт.
Харис је титоталер (трезвењак, апстинентиста). Суздржавао се од пијења алкохола од своје 24. године, изјавивши: „Нисам био алкохоличар или било шта слично, али сигурно да је утицао на оно што радим.”

## Дискографија
Албуми
- I Created Disco (2007)
- Ready for the Weekend (2009)
- 18 Months (2012)
- Motion (2014)
- Funk Wav Bounces Vol. 1 (2017)

## Концертне турнеје
- Грув армада: „Soundboy Rock” (2007)
- Фејтлес: „To All New Arrivals” (2007)
- „Ready for the Weekend” (2009–10)
- Дедмаус и Скрилекс: „Unhooked” (2010)
- Ријана: „Last Girl on Earth Tour” (2010–2011)
- Ријана: „Loud Tour” (2011)
- Тијесто: „Greater Than Tour” (2013), УК и Ирска

## Филмографија
| Год. | Наслов    | Улога        | Напомена | Р       |
| ---- | --------- | ------------ | -------- | ------- |
| 2015 | Entourage | Калвин Харис | камео    | [ 148 ] |